# Rovos Rail

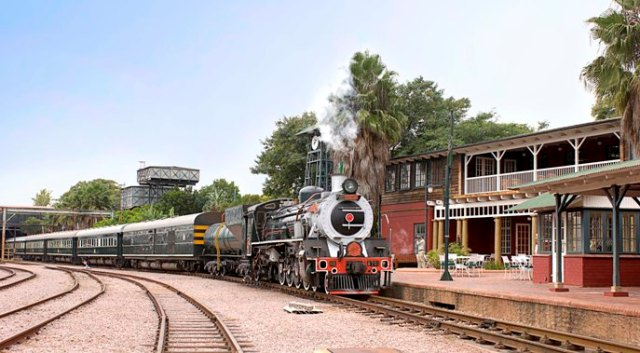
Ett tåg klart för avgång från Capital Park Station.

Rovos Rail är ett privat järnvägsbolag som har sin bas på Capital Park Station i staden Pretoria i Sydafrika.  
Bolaget startades år 1989 av bilhandlare Rohan Vos och ägs fortfarande av familjen. Det har inget eget järnvägsnät utan kör tåg på befintliga spår. Rovos Rail har mer än 400 anställda och anses vara världens lyxigaste privata tåg.

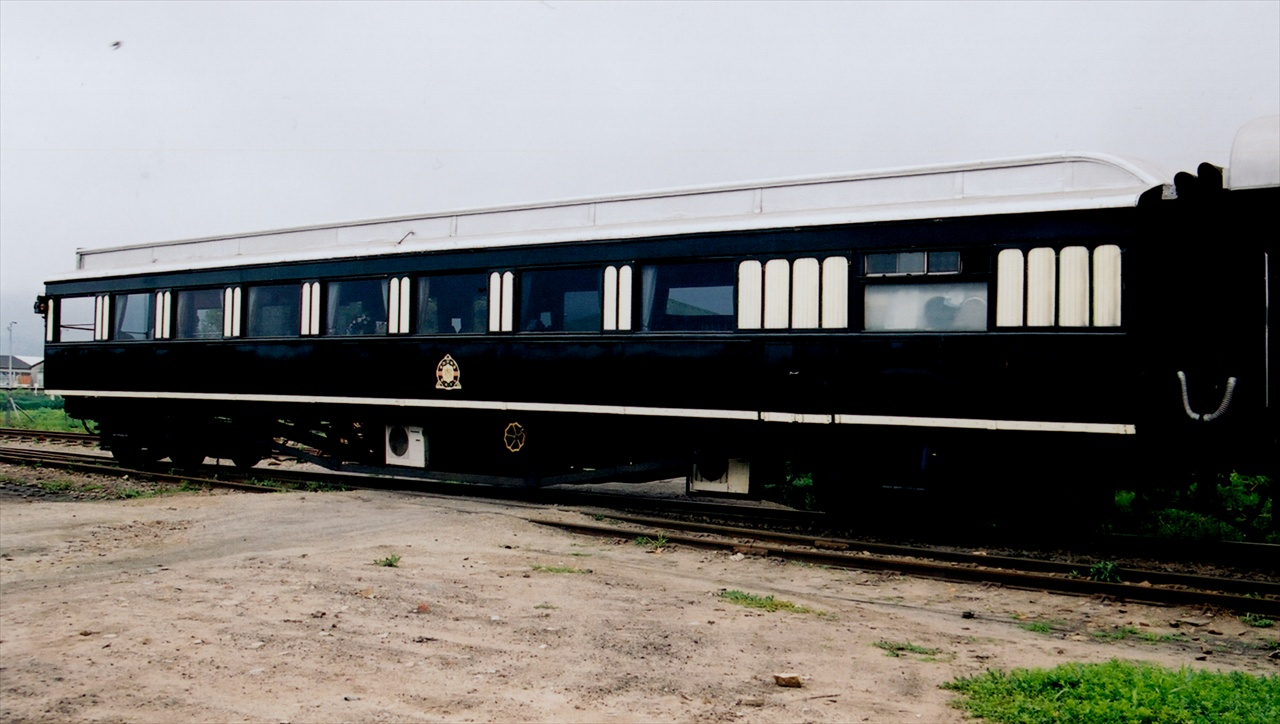
Panoramavagn.

Rovos Rail förfogar över 5 ånglok, 14 dieselelektriska lok och 9 ellok som alla har restaurerats på bolagets järnvägsverkstad. Den rullande materielen utgörs främst av restaurerade salongs-, restaurang- och sovvagnar från Rhodesia Railways (NRZ).
Rovos Rail driver Pride of Africa och år 2016 övertog de Shongololo Express.